# La Neuvième Porte
Pour plus de détails, voir Fiche technique et Distribution.
La Neuvième Porte (The Ninth Gate) est un film franco-américano-espagnol réalisé par Roman Polanski sorti en 1999. Il est tiré du roman d'Arturo Pérez-Reverte Le Club Dumas (El Club Dumas) paru en 1993.

## Synopsis
Dean Corso (Johnny Depp), un libraire de New York spécialisé dans les livres rares, gagne sa vie en convainquant les propriétaires de livres anciens de les lui vendre à bas prix, pour les revendre lui-même à des collectionneurs privés. Corso rencontre le riche collectionneur de livres Boris Balkan (Frank Langella), qui a récemment acquis l'un des trois exemplaires existants des Neuf portes du royaume des ombres d'Aristide Torchia, auteur du XVIIe siècle. L'auteur a adapté le livre à partir d'un livre prétendument écrit par le diable lui-même et a été brûlé pour hérésie. L'ouvrage contient des méthodes permettant d'invoquer le diable et d'acquérir invincibilité et immortalité. Balkan pense que deux des trois exemplaires sont des faux. Il engage Corso pour vérifier les trois, lui confiant son propre exemplaire, et lui demande d'acquérir le vrai par tous les moyens nécessaires.
La copie de Balkan a été acquise auprès d'Andrew Telfer (Willy Holt), qui s'est suicidé peu de temps après. La veuve de Telfer, Liana (Lena Olin) séduit Corso, dans une tentative infructueuse de récupérer le livre. Pendant ce temps, Corso laisse le livre en lieu sûr chez le libraire Bernie Rothstein (James Russo), qui est ensuite assassiné ; son cadavre se retrouve dans une position identique à une gravure présente dans l'ouvrage.
Corso se rend à Tolède, en Espagne. Les frères Ceniza, restaurateurs de livres qui ont vendu à l'origine l'exemplaire de Balkan à Telfer, lui montrent que trois des neuf gravures sont signées « LCF », plutôt que « AT », ce qui est conforme aux rumeurs selon lesquelles Lucifer était lui-même le co-auteur d'Aristide Torchia, et implique que Satan a conçu les trois images personnellement. Après avoir échappé à l'effondrement d'un échafaudage, Corso voit sur une gravure un personnage ressemblant fort aux frères Ceniza.
Corso se rend ensuite à Sintra, au Portugal, pour comparer la copie du livre de Victor Fargas (Jack Taylor) à celle de Balkan. À la surprise de Corso, il découvre que la signature « LCF » se trouve là encore sur trois gravures, mais différentes de celles signées « LCF » sur l'exemplaire de Balkan. Il peut également comparer les gravures, qui diffèrent sur des détails mineurs mais significatifs entre les « AT » et les « LCF ». Le lendemain matin, une mystérieuse jeune femme (Emmanuelle Seigner), qui semble avoir suivi Corso depuis que Balkan l'a engagé, le réveille et le conduit chez Fargas. Il trouve le vieil homme noyé dans sa piscine, et sa copie privée des gravures « LCF ».
À Paris, Corso rend visite à la baronne Kessler (Barbara Jefford), à qui appartient le troisième exemplaire. Celle-ci, contrairement à Fargas, refuse de coopérer, vilipendant Balkan. En sortant, Corso se fait agresser par le garde du corps de Liana qui veut toujours récupérer le livre ; la jeune femme précédemment croisée apparaît et sauve Corso. Plus tard, Corso retourne chez la baronne Kessler, et l'intéresse aux variations des gravures : selon ce qu'il en a déduit, chaque copie contient un jeu différent de trois gravures « LCF », les trois copies sont donc nécessaires pour acquérir le jeu complet de 9 images pour le rituel. Corso trouve « LCF » sur trois gravures différentes dans le livre de la baronne, confirmant ainsi sa théorie. Après avoir terminé la vérification, Corso se fait assommer. Lorsqu'il se réveille, la baronne Kessler est morte étranglée, et on a mis le feu à sa collection, l'exemplaire des Neuf portes se retrouvant au milieu du brasier.
Liana finit par voler la copie de Balkan dans la chambre d'hôtel de Corso ; ce dernier la suit et la voit utiliser le livre lors d'une cérémonie satanique. Balkan interrompt soudainement la cérémonie, étrangle Liana et repart avec les pages gravées et sa copie intacte ; Corso a tenté d'intervenir, mais la jeune femme qui le suit l'en empêche. Corso suit Balkan jusqu'à un château éloigné, représenté sur l'une des gravures ; il trouve Balkan en train de préparer le rituel final. Après une lutte, Balkan piège Corso dans un trou dans le sol, puis effectue son rituel d'invocation : il range les gravures sur un autel de fortune et récite une série de phrases relatives à chacune des neuf gravures. Balkan s'asperge ensuite avec de l'essence et l'allume, se croyant à l'abri de la souffrance. L'invocation de Balkan échoue et il crie de douleur lorsque les flammes l'engloutissent. Corso se libère, tire sur Balkan pour abréger ses souffrances, prend les gravures et s'échappe.
Dehors, la jeune femme réapparaît, et fait l'amour avec Corso devant le château en feu ; ses yeux et son visage semblant se modifier alors qu'elle se tord au-dessus de Corso. Elle lui dit que Balkan a échoué parce que la neuvième gravure qu'il avait utilisée était une contrefaçon. Avant de quitter Corso, elle lui laissa un message concernant la neuvième gravure, ce qui le force à retourner chez les frères Ceniza, Il retrouve leur magasin totalement abandonné, et y trouve l'authentique neuvième gravure. Sur celle-ci, la femme chevauchant une bête à plusieurs têtes, la Prostituée de Babylone, a une certaine ressemblance avec son inconnue. La dernière gravure à la main, Corso rentre au château. Il termine le rituel et traverse la neuvième porte dans la lumière.

## Fiche technique
- Titre : La Neuvième Porte
- Titre original : The Ninth Gate
- Réalisation : Roman Polanski
- Scénario : John Brownjohn (en), Enrique Urbizu et Roman Polanski d'après le roman Le Club Dumas d'Arturo Pérez-Reverte
- Production : Roman Polanski
- Décors : Dean Tavoularis
- Costumes : Anthony Powell
- Musique : Wojciech Kilar
- Chant : Sumi Jo
- Photographie : Darius Khondji
- Montage : Hervé de Luze
- Budget : 38 000 000 $
- Pays de production :  Espagne,  France et  États-Unis
- Langue : anglais, espagnol, français, latin, portugais
- Format : couleurs - 2,35:1 - Dolby Digital - 35 mm
- Genre : thriller fantastique
- Durée : 133 minutes (2 h 13)
- Dates de sortie :
  - France, Belgique : 25 août 1999
  - États-Unis : 10 mars 2000
  - Déconseillé aux moins de 10 ans.

## Distribution
- Johnny Depp (VF : Jean-Michel Fête) : Dean Corso
- Frank Langella (VF : André Penvern) : Boris Balkan
- Lena Olin : Liana Telfer
- Emmanuelle Seigner : la fille aux yeux verts
- Barbara Jefford (VF : Jacqueline Cohen) : la baronne Kessler
- Jack Taylor : Victor Fargas
- José López Rodero : Pablo et Pedro Ceniza
- Tony Amoni : le garde du corps de Liana Telfer
- James Russo : Bernie Orenstein
- Jacques Dacqmine : le collectionneur en chaise roulante
- Willy Holt : Andrew Telfer
- Allen Garfield : Witkin
- Catherine Benguigui : la concierge
- Jacques Collard : Gruber

## Production

### Genèse du projet
Roman Polanski a vu d'emblée le potentiel cinématographique du roman d'Arturo Pérez-Reverte :

« C'est le livre d'un grand érudit qui débuta dans le journalisme et a signé là le plus grand succès de toute l'histoire de la littérature espagnole. C'est un superbe divertissement, un roman baroque, ludique, foisonnant, ouvrant sans cesse de nouvelles pistes, vraies ou fausses.
J'y ai pris un grand plaisir, mais il m'a semblé que sa transposition exigeait des choix précis et rigoureux. Le cinéma, dans mon esprit, demande des constructions plus cohérentes, plus rigides. Il fallait aussi faire un tri pour aboutir à un film d'une durée normale. C'est pourquoi j'ai seulement retenu ce que j'aimais le plus dans ce récit.
C'est un défi d'adapter un roman aussi complexe, mais j'aime ce genre de travail. J'aborde cela comme un jeu de patience, comme l'assemblage d'un vaste puzzle, et j'y trouve de grandes satisfactions. »

— Roman Polanski

### Distribution
Dès la lecture du livre, Polanski pense à Johnny Depp pour le film. Ils se rencontrent au Festival de Cannes 1997 où Depp présente sa réalisation The Brave. Alors que Depp veut le rôle de Dean Corso, Polanski pense à un acteur plus âgé. Mais Depp persiste et obtient le rôle. C'est sur le tournage du film qu'il rencontre celle qui sera sa compagne durant quatorze années, la chanteuse et actrice française Vanessa Paradis.
Polanski engage ensuite Frank Langella à la suite de sa prestation dans Lolita (1997) d'Adrian Lyne.
Les jumeaux libraires sont interprétés par le même acteur, José Lopez Rodero. La voix d'un des jumeaux a été doublée par Roman Polanski. C'est aussi José Lopez Rodero qui interprète les deux déménageurs de la librairie Ceniza.

### Tournage
Le tournage a débuté à l'été 1998 et s'est déroulé entre la France, le Portugal et l'Espagne :
Lieux de tournage
- France :
  - Seine-et Marne

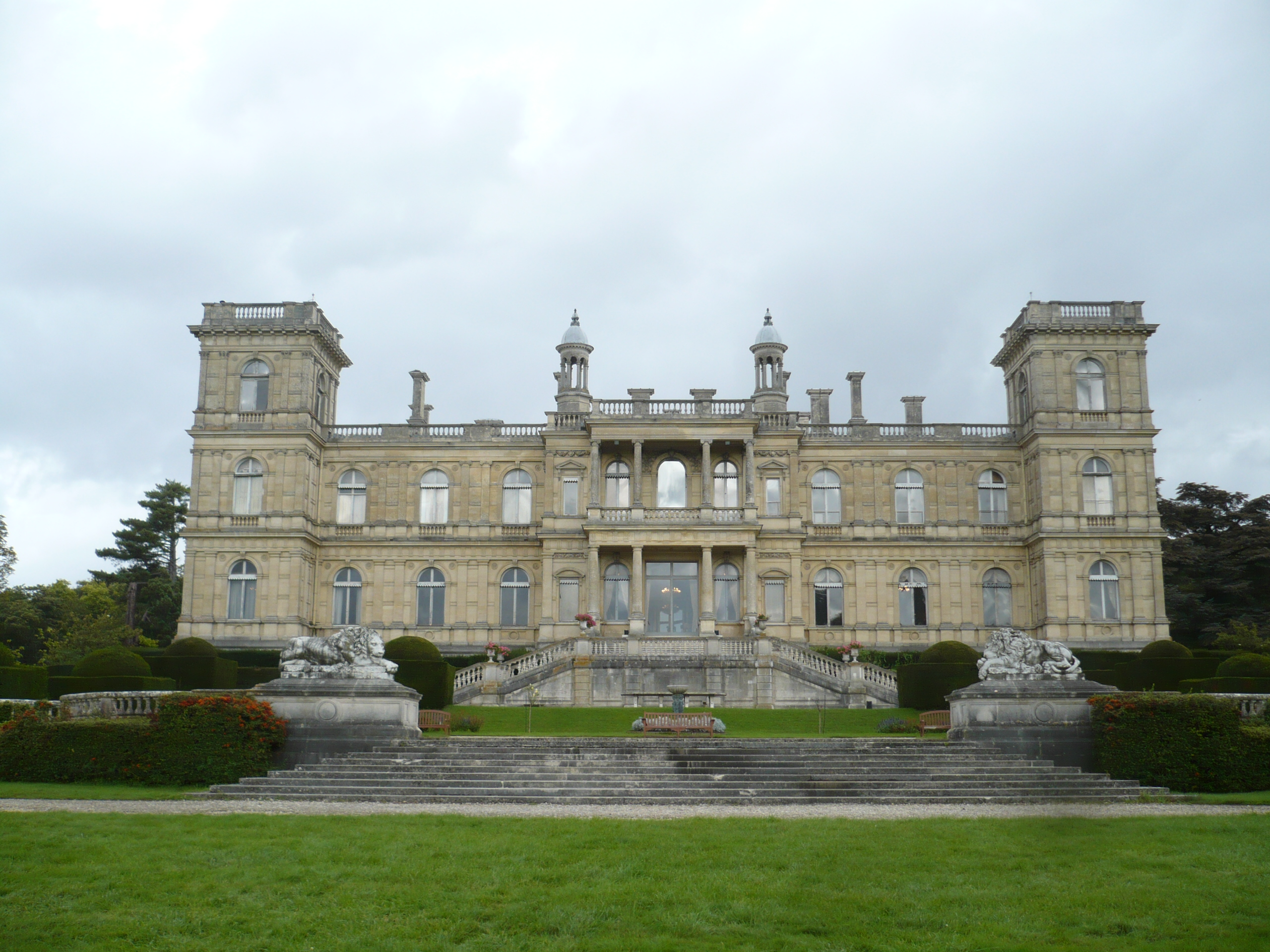
Château de Ferrières (Ferrières-en-Brie), vue arrière.

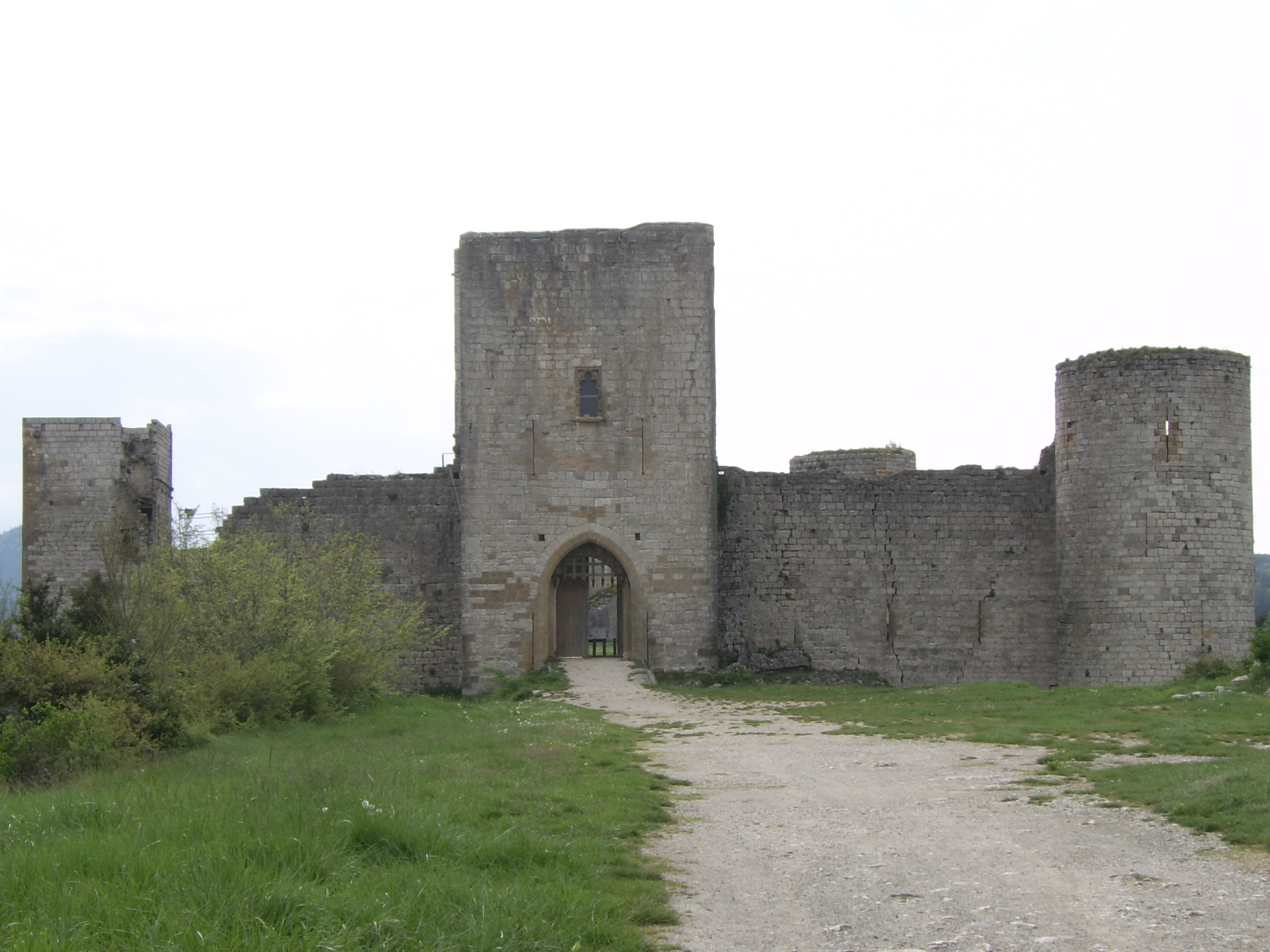
Château de Puivert.

    - Château de Ferrières, Ferrières-en-Brie

  - Aude
    - Château de Puivert, Puivert

  - Pyrénées-Orientales
    - Saint-Paul-de-Fenouillet et l'Ermitage Saint-Antoine de Galamus

  - Paris
    - Hôtel Cayre, boulevard Raspail, 7e arrondissement de Paris
    - Quais de Seine sur l'île Saint-Louis, 4e arrondissement de Paris, et le café brasserie Louis-Philippe
    - Hôtel de Lauzun, 17 quai d'Anjou, rive nord de l'île Saint-Louis, et la place Louis-Aragon

  - Val-d'Oise
    - Ville de Mériel
    - Centre-ville de Nesles-la-Vallée
    - RN184 en direction de Cergy-Pontoise, puis en direction de L'Isle-Adam
- Portugal
  - Sintra, district de Lisbonne
- Espagne
  - Tolède, Castille-La Manche

Le château visible sur la carte postale envoyée par Balkan à la baronne Kessler, et dans lequel se rendra Corso à la fin du film, est le château de Puivert (Aude). Appelé la Tour du Diable, il a été utilisé par les Cathares lors de la croisade des Albigeois au XIIIe siècle.

### Musique
Le principal thème de la musique du film est inspiré de la Havanaise de Camille Saint-Saëns. La bande originale est de Wojciech Kilar pour la musique et les chants (Vocalises, Blood on his face) sont interprétés par Sumi Jo, cantatrice soprano colorature sud-coréenne.

## Les neuf portes
Le livre des Neuf Portes du royaume des ombres aurait été écrit en 1666.
Boris Balkan nomme les neuf portes à la fin du film de la façon suivante.
- 1. Voyager en silence ;
- 4. Par de longs chemins détournés ;
- 3. Braver les flèches de l'infortune ;
- 6. Ne craindre ni la corde ni le feu ;
- 7. Jouer le plus grand des jeux ;
- 5. Gagner quel qu'en soit le prix ;
- 8. C'est se rire des vicissitudes du destin ;
- 2. Et conquérir enfin la clef ;
- 9. Qui ouvrira la neuvième porte.

Toutefois ce ne sont pas  une traduction exacte des inscriptions latines figurant sous les gravures du livre (inscriptions inventées par Perez-Reverte dans le roman dont le film est adapté). Les inscriptions latines peuvent se traduire précisément ainsi :
- 1. Silentium est aureum : Le silence est d'or
- 4. Fortuna non omnibus aeque : La chance (ou le destin) n'est pas égale pour tous.
- 3. Verbum dimissum custodiat arcanum : La parole perdue garde le secret.
- 6. Ditesco mori : S'enrichir de/avec la mort.
- 7. Discipulus potior magistro : Le disciple est supérieur au maître (ou le disciple dépasse le maître).
- 5. Frustra : En vain.
- 8. Victa iacet virtus : La vertu est vaincue.
- 2. Clausae Patent : Ce qui est fermé s'ouvre.
- 9. Nunc scio tenebris lux : À présent je sais (que des) ténèbres (vient) la lumière.

## Accueil critique
Plusieurs critiques y voient l'influence d'Hergé,.
Le film a été critiqué en raison des choix de Roman Polanski sur la trame développée, délaissant la complexité des intrigues qui étoffent l'histoire, et ainsi affadissant le film.[réf. nécessaire]
Roman Polanski considère le film comme un échec car, selon ses dires, peu de spectateurs ont saisi que le film est censé être humoristique, une parodie tournant en dérision les cultes sectaires ou sataniques ainsi que les films de genre ou cinéma bis,.